# Горце

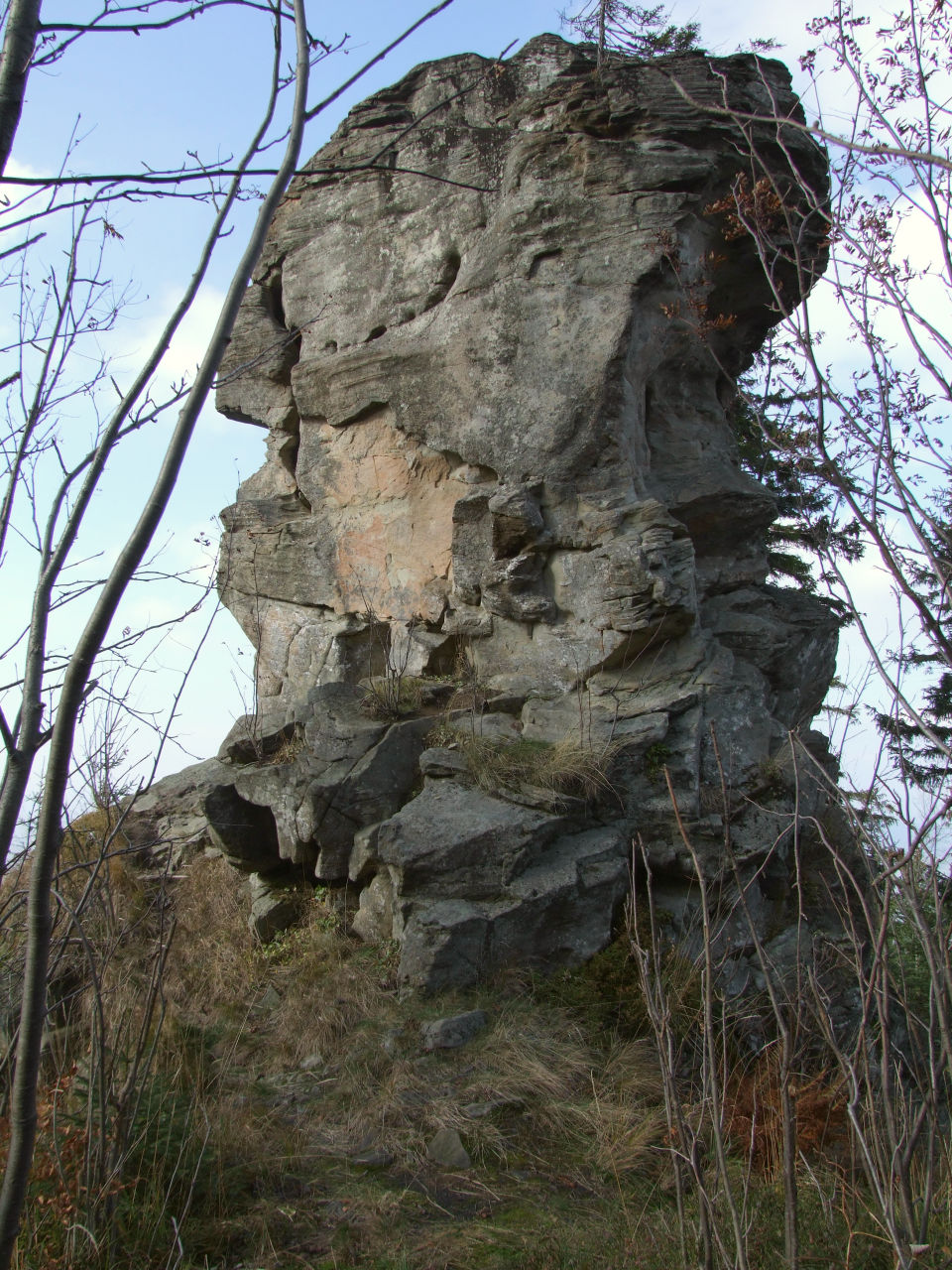
Скала Kudłoński Baca в Горце

Горце (пол. Gorce [ɡɔrˈtsɛ]) — горный район Западных Бескидов простирается по всей Южной Польше. Находятся в Малопольском воеводстве, на западной оконечности Карпатского горного массива за рекой Дунаец. Для Горце характерно наличие многочисленных горных хребтов, идущих во всех направлениях до 40 километров (25 миль) с серией возвышенностей, прорезанных глубокими речными долинами.
В районе возвышаются около десяти вершин, включая: Турбач, Явожина Каменицка (Kamienicka), Кичора (Kiczora), Пшислоп, Чоло и Горце Каменицки. На юго-восточном гребне горной цепи Горце расположен самый высокий пик Рунек и Маршалек (Marszałek). На северо-западе хребта расположен пик Сухора (Suhora) (1,000 м (3,300 футов)).
Здесь есть пещеры, расположенные в осадочных породах, которые образуют Карпатский пояс.

## Климат
Климат района типично горный. На высотах гор выше 1100 метров над уровнем моря климат прохладный. Среднегодовая температура здесь составляет +3 °C, годовое количество осадков 1200 мм, а вегетационный период длится всего 160 дней. Высота снежного покрова в некоторых местах достигает 1,5 м, в долинах снежный покров остается на долгое время, особенно на северных склонах гор.

## География

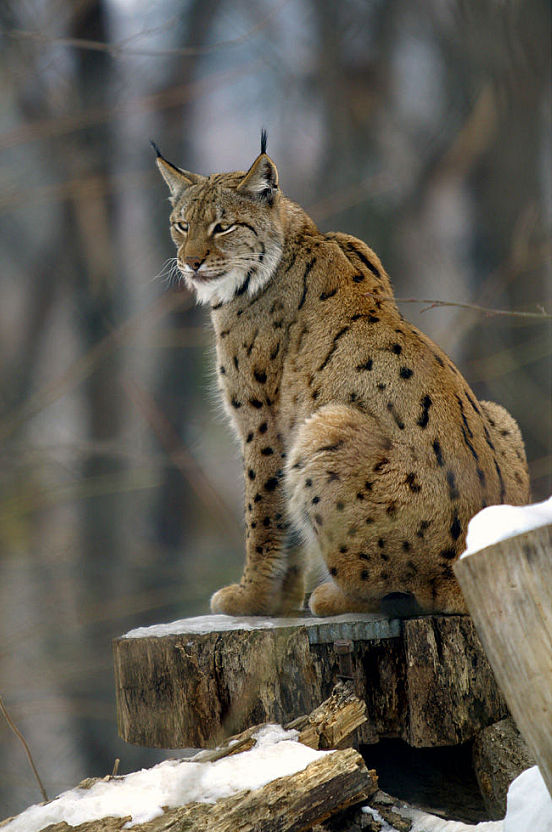
Рысь в Горчаньском национальном парке

Часть района Горце охраняется — в пределах Горчаньского национального парка (пол. Gorczański Park Narodowy). Здесь в 1981 году создан птичий заповедник в Малопольской провинции
Дикая природа района включает в себя почти 50 видов млекопитающих, включая волка и рысь, реже встречаются бурый медведь, и выдра, куница и барсук. Здесь встречается более 200 оленей, косуля и кабан, лиса, дикая кошка, заяц, скунс и горностай. Из рептилий и амфибий встречается огненная саламандра (лат. Salamandra salamandra).
В Горце произрастают сотни видов растений, в том числе альпийских и субальпийских, растущих на лугах и открытых площадках. Леса занимают около 65 % гор на четырёх различных уровнях высоты. Наиболее распространенными породами деревьев являются бук, ель и пихта, со средним возрастом до 100 лет.
Ландшафт Горце постепенно меняется в результате деятельности человека. Ранние поселенцы появились в Горце в 12 веке. Первый монастырь был возведен здесь в 1234 году. В период правления Казимира III Великого (Казимеж Вельки) в Чорштыне были построены первые замки.
Горце — популярный туристский район, с 40 маршрутами для пеших прогулок разных уровней сложности:
1. Красный маршрут, длинная трасса по Западной оконечности района.
2. Синий маршрут, от перевала Snozka (Przełęcz Snozka) на юге до Каменицы (север).
3. Зеленый маршрут из Tylmanowa, Недзведзь, Новы-Тарг (район столицы) через вершины (Турбач, Любань).
4. Жёлтый маршрут, Гурна, Поремба-Велька.
5. Черные тропы, из Щава, Lubomierz, Лопушна, Мшана-Дольна, Рабка-Здруй через луга и перевалы.